# Imanol Etxeberria
Imanol Etxeberria Egaña (Bergara, 27 marzo 1973) è un ex calciatore spagnolo, di ruolo portiere.